# Aleksej Tyranov
Aleksej Vasil'evič Tyranov (Bežeck, 1808 – Kašin, 3 agosto 1859) è stato un pittore russo.

## Biografia
Era figlio di un povero commerciante. Dopo aver completato la scuola elementare a Bežeck, ha frequentato la scuola di Tver', senza mai completare gli studi per mancanza di denaro. Tornò a casa e iniziò a lavorare per suo fratello Mikhail, che era un pittore di icone.
Nel 1824, mentre era con suo fratello al monastero di San Nicola-Tereben a Tver', conobbe il pittore Aleksej Venecianov, che lo invitò a studiare presso la sua scuola d'arte nel vicino villaggio di Safonkovo. Dopo aver completato i suoi studi inizio a controllare le lezioni presso l'Accademia Imperiale di Belle Arti e gli fu concesso il permesso di lavorare all'Hermitage.
Nel 1830, l'Accademia gli conferì una medaglia d'oro e lo nominò "artista" nel 1832. Nel 1836 divenne membro dell'Accademia e iniziò a lavorare con Karl Brjullov. Tre anni dopo, fu nominato "accademico" e gli fu assegnato uno stipendio per studiare a Roma. 
Dopo essersi innamorato di una delle sue modelle italiane, la portò con sé a San Pietroburgo nel 1842. Due anni dopo, lei scappò con tutti i suoi soldi, il che causò al pittore un esaurimento emotivo che lo lasciò mentalmente disturbato e soggetto a ipocondria. In seguito gli fu assegnata una piccola pensione, andò a vivere con suo fratello a Kašin e lì morì poco dopo, apparentemente di tubercolosi .